# Alice Clerici
Alice Clerici (ur. 15 czerwca 1996) – włoska szpadzistka, brązowa medalistka mistrzostw świata.
W 2015 roku zdobyła złoty medal drużynowo na mistrzostwach świata juniorów w Taszkencie. Na rozgrywanych rok później mistrzostwach świata juniorów w Bourges zdobyła złoto indywidualnie.
Na mistrzostwach świata w Budapeszcie w 2019 roku Włoszki w składzie: Alice Clerici, Rossella Fiamingo, Federica Isola i Mara Navarria zdobyły brązowy medal w zawodach drużynowych. W tej samej konkurencji była także dziewiąta podczas mistrzostw świata w Wuxi w 2018 roku.
Ponadto drużynowo wywalczyła również brązowy medal na mistrzostwach Europy w Düsseldorfie (2019).